# Гален
Елий (или Клавдий) Гален (на старогръцки: Γαληνός; на латински: Galenus), наричан също Гален от Пергам, е древноримски лекар, хирург и философ от източната, гръкоезична част на Римската империя. Определян като най-задълбочения изследовател в античната медицина, Гален има значителен принос в различни научни области, като анатомия, физиология, патология, фармакология и неврология, както и в областта на философията и логиката.
Произлизащ от заможно семейство, Гален получава отлично образование, което го подготвя за кариера на философ и лекар. В младостта си той пътува много, запознавайки се с различни медицински теории и открития, след което се установява в столицата на империята Рим. Там негови пациенти стават видни фигури от римското общество, включително поредица от няколко римски императори, които го назначават за свой личен лекар.
Възгледите на Гален за анатомията и медицината са силно повлияни от разпространената по това време хуморална теория, разработена от по-ранни лекари, като Хипократ. Теориите на Гален от своя страна преобладават в западната медицина в продължение на столетия. Неговите анатомични описания, основаващи се главно на дисекции на маймуни и прасета, се приемат за безспорни до средата на 16 век, когато Андреас Везалий отпечатва своя революционен труд „За строежа на човешкото тяло“, съдържащ описания и илюстрации на дисекции на хора. Теорията на Гален за физиологията на кръвоносната система е отхвърлена в началото на 17 век, когато Уилям Харви поставя началото на съвременната теория на кръвообращението. Въпреки това студентите по медицина продължават да изучават неговите трудове до 19 век. Сред поддържаните от Гален теории, които се приемат в наши дни, е тази, че главният мозък контролира движенията на мускулите с помощта на нервната система.
Гален смята себе си както за лекар, така и за философ, и дори пише трактат, озаглавен „Най-добрият лекар е също и философ“. Гален проявява силен интерес към дебата на медицинските течения на рационализма и емпиризма, като самият той заема средна позиция между двата крайни възгледа.

## Биография
Гален е роден през 129 г. в град Пергам в провинция Азия, тогава част от Римската империя (днес Бергама̀ в Турция). Баща му е архитект, както и член на Сената. Гален получава образование в областта на аристотеловата философия, математиката и природните науки.
След шестнадесетгодишнината си четири години служи в храма на Асклепий в Пергам като „терапевт“ (помощник). По това време той прави дисекции на телата на мъртви римски легионери, а за да изучава анатомията дисектира животни (напр. свине и маймуни).
През 148 г. (или 149 г.) Гален напуска Пергам и учи в Смирна, Коринт и Александрия в Александрийската медицинска школа, където прекарва 12 години. През 157 г. се завръща в родния си град за 3 или 4 години и става лекар на местната гладиаторска школа. В този период той разбира значението на хранителния режим, физическите натоварвания, хигиената и профилактиката, както и анатомията на живите. Изучава лекуването на рани и тежки травми, които нарича „прозорци в тялото“. По негово време в школата умират само 5 души, докато при предшественика му настъпва смъртта на 60 души. Междувременно се занимава с теоретична медицина и философия.
През 162 г. се мести в Рим. Тук той пише много от трудовете си и изучава още по-задълбочено анатомията. Придобива високо обществено положение и става личен лекар на император Марк Аврелий.
През 166 г. Гален се завръща в Пергам за 3 години, когато се връща в столицата на Римската империя, където живее до края на живота си.

## Дело
Гален сериозно допринася за доразвиването на хипократовото разбиране на патологията. Според теорията на Хипократ, различията в човешките настроения са вследствие на липсата на баланс между четирите телесни течности: кръв, жълта жлъчка, черна жлъчка и слуз. Гален доразвива тази теория, като я допълва с типология на човешкия темперамент. Ако у някого преобладаващата течност е кръв, то той или тя е сангвиник, жълта жлъчка – холерик, черна жлъчка – меланхолик, слуз – флегматик.
Главният интерес на Гален е в областта на човешката анатомия, но законите в Рим забраняват дисекцията на човешки тела. Заради тази забрана той извършва дисекции на живи или мъртви животни, най-често прасета и примати. Тази негова дейност се оказва доста полезна, тъй като анатомията на тези животни е близка до човешката. Гален изяснява анатомията на трахеята и е първият, който доказва, че гласът идва от ларинкса.
Измежду важните приноси за медицината са и откритията на Гален, свързани със сърдечно-съдовата система. Той е първият, който забелязва, че има разлика в цветовете на венозната и артериалната кръв.
След множество експерименти с животни, Гален придобива познания за дейността на сърдечно-съдовата, нервната и дихателната системи. Въпреки откритията си, обаче той има и някои погрешни теории. Според него кръвта в тялото има два отделни източника: венозната кръв идвала от черния дроб, след което се разпространявала до другите органи, докато артериалната кръв идвала от сърцето, откъдето след това достигала до органите. Кръвта се връщала съответно в черния дроб и сърцето и циклите започвали отначало. Гален бил убеден в съществуването на група кръвоносни съдове наречени rete mirabile, в близост до мозъка. И двете теории по-късно се оказват неверни.
Гален е блестящ хирург и извършва много операции на живи хора.

## Трудове
Гален е автор на около 500 трактата, което го прави един от най-продуктивните автори от античността. Оцеляли до наши дни са близо една трета, като изданието на Карл Кюн, в началото на 19 век, включва 122 от тях. То е двуезично гръцки-латински, в обем от близо 20 000 страници, публикувани в 22 тома, като последният от тях, 676 страници, е индекс.. В превод на български:
- Гален К., Изкуството за запазване на здравето, прев. от лат. ез., студия, комент. и бел. Ирена Станкова (Унифицирано заглавие: Medicorum Graecorum. Opera quae exstant), София: Изток-Запад, 2014, 272 с. ISBN 978-619-152-509-6
- Гален К., За лечебната диета, Прев. от старогр. Тодорка А. Христова; Уводна статия и бел. Веселин Н. Иванов, Варна: Зограф, 2001 (София: Образование и наука ЕАД) 62 с.; ISBN 954-15-0011-0